# مارلین ووس ساونت
مارلین ووس ساونت (انگلیسی: Marilyn vos Savant؛ زادهٔ ۱۱ اوت ۱۹۴۶) ستون‌نویس، روزنامه‌نگار، نویسنده، و نمایشنامه‌نویس اهل ایالات متحده آمریکا است.
وی به عنوان شخصی با بالاترین ضریب هوشی در کتاب رکوردهای گینس ذکر شد. از سال ۱۹۸۶، او یک ستون در مجله پرادا در در روزه‌های یکشنبه را با نام «از مریلین بپرس» ایجاد کرد، که در آن ستون معما را حل می‌کند و به سولات مختلف پاسخ می‌دهد. در این میان بحث در مورد مسئله مونتی هال بود که وی پاسخ آن را در سال ۱۹۹۰ ارائه داد.

## زندگی‌نامه
مرلین ووس ساونت در سال ۱۱ اوت ۱۹۴۶ در مارلین ماخ سنت لویس میزوری به دنیا آمد. پدر او جوزف ماخ و مادرش مارینا ووس ساونت بودند. او می‌گوید دختران باید نام خانوادگی مادر و پسران نام خانوادگی پدر را انتخاب کنند. ساوانت به معنی کسی از است که یادمی‌گیرد، و این نام دوبار در خانواده او بوده نام مادر بزرگش ساونت بود و پدر بزرگش ووس ساونت. او از نژاد ایتالیایی، چکسلواکی، آلمانی و اتریشی است و از نسل ارنست ماخ فیزیکدان و فیلسوف است.